# بوعدنان
بُوعَدْنَان قريةٌ من قُرَى بلدية إِبُدْرَارَن الجزائرية في ولاية تِيزِي وَزُّو، وهي مَسْقَطُ رأسِ أحمدَ أُو يحيى رئيسِ الحكومة الجزائرية السابق.